# Prîvar, Ovruci
Prîvar (în ucraineană Привар) este un sat în comuna Velîka Cernihivka din raionul Ovruci, regiunea Jîtomîr, Ucraina.

## Demografie
Componența lingvistică a localității Prîvar
     Ucraineană (96%)
     Rusă (2%)
     Belarusă (2%)
Conform recensământului din 2001, majoritatea populației localității Prîvar era vorbitoare de ucraineană (96%), existând în minoritate și vorbitori de rusă (2%) și belarusă (2%).